# Alma Gêmea
Alma Gêmea (Âme Sœur) est une telenovela brésilienne en 227 épisodes de 50 minutes créée par Walcyr Carrasco et diffusée entre le 20 juin 2005 et le 10 mars 2006 sur Rede Globo.
Cette série est inédite dans tous les pays francophones.

## Synopsis
L'intrigue est centrée sur l'histoire d'amour entre le botaniste Rafael et la ballerina Luna, qui, par jalousie pour sa cousine Cristina, est la seule à prendre possession des bijoux de famille; et est tuée dans le jour de sa présentation de Ballet et qui, après 20 ans de souffrance, retrouve son mari, dans la peau de la native Serena, (sa nouvelle réincarnation); même quand toute la Ville semble douter d'elle.

## Distribution
- Eduardo Moscovis (pt) : Rafael Souza
- Priscila Fantin : Serena Anauê Souza Dias
- Flávia Alessandra : Cristina Ávilla Saboya
- Malvino Salvador (pt) : Vitório Santini
- Ana Lúcia Torre : Débora Ávilla Saboya
- Marcelo Faria (pt) : Jorge
- Liliana Castro (pt) : Luna Ávilla Blanco Dias
- Fernanda Souza (pt) : Mirna dos Santos
- Ângelo Antônio (pt) : Dr Eduardo
- Neusa Maria Faro (pt) : Divina Santini
- Bia Seidl (pt) : Vera Dias Enck
- Luigi Baricelli (pt) : Raul de Carvalho Siqueira
- Emiliano Queiroz (pt) : Bernardo dos Santos (Tio Nardo)
- Emílio Orciollo Netto (pt) : Crispim dos Santos
- Erik Marmo (pt) : Hélio Santini
- Kayky Brito (pt) : Gumercindo
- Cecília Dassi : Mirella de Médici Siqueira Dias
- Fernanda Machado : Dalila Santini da Silva
- Rita Guedes (pt) : Kátia
- Carla Daniel (pt) : Zulmira
- Lady Francisco (pt) : Generosa
- Mariah da Penha : Clarice
- Ronnie Marruda : Abílio
- Carlos Gregório : Sr. Rodriguez
- Andréa Avancini : Terezinha
- Michel Bercovitch : Ciro
- Ernesto Piccolo : Eurico
- Alexandre Barillari : Guto
- Hilda Rebello : Dona Filó
- Luciano Vianna : Xavier
- Marcelo Barros : Alaor
- Thiago Luciano : Ivan
- Tammy di Calafiori : Nina Santini
- Keruse Bongiolo : Judith
- Francisco Fortes : Pedro Charreteiro
- Sidney Sampaio : Felipe Ávilla Blanco Dias
- Bruna di Tullio : Madalena
- Rodrigo Phavanello : Roberval da Silva
- Renan Ribeiro : Carlito de Médici Siqueira
- David Lucas (pt) : Terê Dias
- Pamella Rodrigues : Paulina
- Caroline Smith : Ritinha
- Nicette Bruno : Ofélia
- Walderez de Barros : Adelaide Ávilla
- Fúlvio Stefanini : Osvaldo Santini
- Umberto Magnani : Elias
- Elizabeth Savalla : Agnes Ávilla Blanco
- Drica Moraes : Olívia Médici
- Nívea Stelmann : Alexandra
- Felipe Camargo : Dr Julian Enck
- Aisha Jambo : Sabina Bel-Lac Santini
- Rosane Gofman : Nair
- Nina de Pádua : Eliete

## Diffusion internationale
- Rede Globo (2005-2006) (2009-2010, rediffusion pendant Vale a pena Ver de Novo)
- Canal 9
- La Red
- Teletica
- Azteca 7
- Telemix Internacional
- SNT
- SIC
- Tele Antillas
- Telemundo
- Teledoce
- Televen
- Pasiones TV

## Récompenses
Troféu Leão Lobo (2005)
- Meilleur auteur : Walcyr Carrasco
- Meilleur réalisateur : Jorge Fernando
- Meilleure actrice de soutien : Nicete Bruno
- Meilleur acteur révélation : David Lucas
- Meilleure bande originale
- Meilleur telenovela

Prêmio Contigo (2005)
- Meilleur auteur - Walcyr Carrasco (à égalité avec Sílvio de Abreu pour Belíssima)

APCA (2005)
- Meilleur acteur - Fúlvio Stefanini
- Meilleure actrice - Flávia Alessandra

Melhores do Ano - Domingão do Faustão (2005)
- Meilleure actrice de soutien - Fernanda Souza
- Meilleure musique de telenovela - Uma vez mais par Ivo Pessoa

Prêmio Qualidade Brasil (2006)
- Meilleure actrice de soutien - Fernanda Souza (à égalité avec Cláudia Raia pour Belíssima)

Prêmio Top of Business (2005)
- Emílio Orciollo Neto

Prêmio Comigo Ninguém Pode (2005)
- Emílio Orciollo Neto

PopTv (2005)
- Meilleur telenovela

### Sources
- (pt) Cet article est partiellement ou en totalité issu de l’article de Wikipédia en portugais intitulé « Alma Gêmea » (voir la liste des auteurs).